# Eubostrichus guernei
Eubostrichus guernei är en rundmaskart som beskrevs av Certes 1889. Eubostrichus guernei ingår i släktet Eubostrichus och familjen Desmodoridae. Inga underarter finns listade i Catalogue of Life.